# Lake McMurray
 (septembre 2022).
Pour les articles homonymes, voir McMurray.
Lake McMurray  est une census-designated place américaine de l'État de Washington dans le comté de Skagit. 
La population était de 192 habitants en 2010.